# Legătură triplă
În chimie, o legătură triplă este o legătură chimică dintre două elemente chimice care presupune punerea în comun a șase electroni de legătură. Cea mai răspândită legătură triplă este cea dintre doi atomi de carbon, întâlnită în molecula alchinelor. Alte legături triple sunt întâlnite în compușii care conțin grupa cian (C≡N): nitrili și cianuri. De asemenea, unele molecule diatomice, precum molecula de diazot sau de monoxid de carbon, conțin o legătură triplă. Într-o formulă structurală, legătura triplă este reprezentată prin trei linii paralele (≡) care conectează cei doi atomi. 

## Exemple
| Compuși chimici cu legături triple |                  |                 |                      |
|                                    |                  |                 |                      |
| Acid cianhidricH−C≡N               | AcetilenăH−C≡C−H | CianogenN≡C−C≡N | Monoxid de carbonC≡O |